# Astragalus stridii
Astragalus stridii är en ärtväxtart som beskrevs av Kit Tan. Astragalus stridii ingår i släktet vedlar, och familjen ärtväxter. Inga underarter finns listade i Catalogue of Life.